# Geophilus litorivagus
Geophilus litorivagus är en mångfotingart som beskrevs av Karl Wilhelm Verhoeff 1943. Geophilus litorivagus ingår i släktet Geophilus och familjen storjordkrypare. Inga underarter finns listade i Catalogue of Life.